# Acumulació originària de capital
L'acumulació originària és un terme emprat per Karl Marx en la seva obra Das Kapital, inspirat en l'economia clàssica, en particular en la d'Adam Smith. Es tracta d'una acumulació precedida per l'acumulació capitalista, que pressuposa la presència de dos grups de propietaris de mercaderies (d'una banda, propietaris de diners, producció i menjar, que exploten comprant mà d'obra assalariada i, de l'altra, treballadors assalariats, que venen la seva mà d'obra a la primera). No és altra cosa que "el procés de divorci històric del productor i dels mitjans de producció. El procés va ser "originari" perquè va formar la prehistòria del capital i el seu mode de producció corresponent. " Al contrari del que deia l'economia política clàssica, no es basa principalment en l'economia i en la diligència d’individus que tenen igual dret, i gràcies al treball propi acumulaven les seves propietats. Més aviat, el procés es basa en una expropiació forçada dels mitjans de treball imposat pels mitjans polítics i econòmics dels propietaris reals.

## El concepte
El concepte es va anomenar inicialment de diferents maneres i va començar a aparèixer amb Adam Smith com l'expressió d'una "acumulació" que es troba a l'origen del capitalisme. Smith, en la seva llengua obra The Wealth of Nations, escrita en anglès, parlava d'una acumulació prèvia, tot i que en realitat mai no es referia a l'acumulació com una acumulació anterior a “The Wealth of Nations”. Karl Marx, en el seu llibre Das Kapital, va reprendre l'expressió d'Smith., traduint-la a l'alemany com a ursprünglich ("original, inicial"). Els traductors de Marx, al seu torn, ho van convertir en "primitiva". James Steuart, a la seva obra de 1767, és considerat per alguns estudiosos com el gran teòric clàssic de l'acumulació primitiva.

## Els mites de l'economia política
En desenterrar els orígens del capital, Marx va sentir la necessitat de dissipar el que sentia que eren mites religiosos i contes de fades sobre els orígens del capitalisme. Marx va escriure:
| «                                        | "Aquesta acumulació primitiva fa en l'economia política la mateixa funció que el pecat original en la teologia. Adam es va menjar la poma i, per tant, el pecat va caure sobre el gènere humà. Se suposa que el seu origen s'explica quan se'n parla com una anècdota del passat. En temps passats, hi havia dos tipus de persones: una, l'elit diligent, intel·ligent i, sobretot, frugal; l’altra, els fadrins perduts i malfeiners, gastant la seva substància i molt més, en una vida revoltosa. (...) Així, va succeir que els primers acumulaven riquesa, i els segons, comptat i debatut, no tenien res a vendre excepte les seves pells. I a partir d’aquest pecat original es desprèn la pobresa de la gran majoria que, malgrat tot el seu treball, no tenen fins ara res a vendre, més que a ells mateixos, i la riquesa d'uns pocs que augmenta constantment, tot i que han deixat de reballar des de fa temps. Aquesta faula se'ns predica cada dia en defensa de la propietat" | » |
| — Karl Marx, El Capital, cap XXIV, p.891 | |   |

El que s'ha d'explicar és com s'estableixen històricament les relacions de producció capitalistes. És a dir, com es tracta que els mitjans de producció arribin a ser propietat privada i que es comercialitzin, i com els capitalistes poden trobar treballadors al mercat de treball preparats i disposats a treballar per ells, perquè no tenen cap altre mitjà de vida; constituint el que s'anomena "exèrcit de reserva de treball".

## El vincle entre l’acumulació primitiva i el colonialisme
Al mateix temps que se superen els obstacles locals a la inversió en manufactures i es desenvolupa un mercat nacional unificat amb una ideologia nacionalista, Marx veu un fort impuls al desenvolupament empresarial del comerç mundial:
| «                                                            | El descobriment de l'or i la plata a Amèrica, l'extirpació, l'esclavització i l'enterrament a les mines de la població aborigen, l'inici de la conquesta i el saqueig de les Índies Orientals, el convertir Àfrica en un camp per a la caça comercial de pells negres, va assenyalar l’aurora rosada de l’època de la producció capitalista. Aquests procediments idíl·lics són els principals factors d’acumulació primitiva. Sobre els seus talons, la guerra comercial de les nacions europees, amb el món com un teatre. Començà amb la revolta dels Països Baixos contra Espanya, assumí dimensions gegants a la guerra antijacobina d'Anglaterra i continuà en les guerres de l'opi contra la Xina, etc. Els diferents moments d’acumulació primitiva es distribueixen ara, més o menys per ordre cronològic, particularment respecte Espanya, Portugal, Holanda, França i Anglaterra. A Anglaterra, a finals del segle xvii, arribaren a una combinació sistemàtica, abraçant les colònies, el deute nacional, el mode de tributació modern i el sistema proteccionista. Aquests mètodes depenien en part de la força bruta, per exemple, del sistema colonial. Però, tots ells utilitzaven el poder de l'estat, la força concentrada i organitzada de la societat, per accelerar el procés de transformació del mode de producció feudal al mode capitalista i per reduir-ne la transició. La força és la mare de totes les velles societats, embarassades d'una nova. És en ella mateixa una potència econòmica. | » |
| — Karl Marx. El Capital, volum I, capítol 31, èmfasi afegit. | |   |

## L’acumulació i privatització primitives
Segons Marx, tot el propòsit de l'acumulació primitiva és privatitzar els mitjans de producció, de manera que els propietaris explotadors puguin guanyar diners a partir de la mà d'obra excedent d'aquells que, mancats d'altres mitjans, han de treballar per a ells.
Marx diu que l'acumulació primitiva significa l'expropiació dels productors directes, i més concretament “la dissolució de la propietat privada basada en la mà d’obra del seu propietari ... Propietat privada autònoma, que es basa, per tant, en el treball del seu propietari. L'individu obrer aïllat i independent amb les condicions del seu treball, és substituït per la propietat privada capitalista, que es basa en l'explotació del treball lliure dels altres, és a dir, en el treball assalariat."
Els exemples històrics
A El Capital, Marx utilitza dos exemples històrics, el cas britànic entre el segle xv i el segle xix i les colònies britàniques del segle xix.
En primer lloc, pren el "cas britànic" com a prototip de la despossessió de drets dels camperols a Europa. Els serfs, en ser alliberats de les seves obligacions feudals, també van perdre els seus drets a ocupar una parcel·la i conrear-la, ja que aquesta va passar a ser propietat privada de l'antic senyor feudal. A més, els petits propietaris van deixar d'utilitzar les terres comunals dels municipis quan aquestes es van convertir en béns privats, de manera que van veure disminuïts els seus mitjans de vida i es van veure obligats a endeutar-se i, a mitjà termini, perdre les poques terres que posseïssin.
Marx analitza la legislació que des del segle xv, gradualment, va permetre aquest procés d'expropiació (cal tenir en compte que el parlament britànic representava els interessos dels grans propietaris agraris). També dona compte de les alarmes socials generades per les successives "onades de població desposseïda" que, impedida de guanyar-se la vida, van passar a vagar pels camins. L'aparició de tants homes i dones sense recursos, captant pels camins i ciutats va generar una xarxa de "cases per a pobres" (poorhouses) en què se'ls recloïa i se'ls obligava a treballar per tenir dret a la caritat pública. Aquestes institucions, en les quals es podia concentrar el treball forçat de centenars de persones sense qualificacions artesanals, incloent nins, es van transformar en un model per a la producció de béns manufacturats en sèrie. Amb el desenvolupament del capitalisme industrial, les fàbriques d'enrolament "lliure" substituirien a les cases per a pobres.
En segon lloc, Marx parla de la "colonització". Però no per donar compte de la relació entre la metròpoli i les colònies, és a dir del colonialisme o l'imperialisme. Parla del que es podia veure en les colònies a mitjan segle xix com un exemple del que ja havia passat a Gran Bretanya, i en la major part d'Europa: l'expropiació de la població. I li dona un sentit ontològico-geogràfic: els obrers només són obrers allà on ja han estat expropiats dels mitjans de producció, cosa que no succeeix en les colònies en la mesura que hi hagi terres verges i no es posi en vigor una legislació repressiva que impedeixi a la població apropiar-se'n i conrear-les de manera independent. Per això Marx dona compte de la "anècdota de Mr. Peel" en les colònies del riu Swan, que se'n va dur allà uns centenars d'obrers empaquetats amb família i tot. Esperava beneficiar-se de tenir una fàbrica de tèxtils col·locada prop d'on es produïen les matèries primeres, però es va trobar que aquests obrers, arribats a terres gairebé verges, van preferir convertir-se tots en camperols independents: endinsar-se en la selva, obrir un clar del terreny i conrear pel seu compte. L'existència de terres verges (mitjans de producció a la seva lliure disposició) va fer que deixessin de ser obrers, condició que només portaven a Anglaterra, on no tenien accés a cap mitjà de producció. Així, el que Peel veia clar amb les categories de l'economia política: que ell posseïa els diners i les màquines, que els obrers eren obrers i que estarien encantats de signar els contractes de treball; lluny d'Anglaterra es demostrava fals. Allà on no existien les relacions de producció capitalistes, és a dir, allà on els mitjans de producció no estaven monopolitzats a les mans d'una classe social restringida, els obrers no acudien voluntàriament a treballar a la seva fàbrica.
Davant aquests casos, Marx mostra l'abundant legislació en les colònies destinada a impedir que els indígenes i els emigrants blancs s'apropiessin lliurement de terres verges. L'economia de plantació esclavista, inexistent a Gran Bretanya, podia explicar-se als Estats Units per la dificultat de tenir treballadors assalariats, car tot home lliure sempre podia preferir anar a l'oest.
És significatiu comprovar la sensibilitat cap als problemes de l'acumulació originària per part d'interessos manufacturers nord-americans de la costa est des de finals del segle xviii, interessos que van voler frenar l'expansió a l'oest. La seva expressió clàssica, l'Informe sobre les Manufactures d'Alexander Hamilton (considerat un dels pares del liberalisme clàssic) sol·licitava al Congrés encarir l'accés a les terres de frontera, establir contractes d'immigració que obliguessin als europeus nouvinguts a treballar en les manufactures (antítesi de la lliure elecció de professió) i enrolar a les fàbriques a persones sense drets polítics: dones i nins. No obstant això, les majories republicanes al Congrés (enfront dels federalistes d'Hamilton), i després les demòcrates, van tenir en la conquesta de l'Oest el mite de la independència individual i, a costa del genocidi indígena, van endarrerir la formació d'una classe obrera nord-americana totalment desposseïda fins a finals del segle xix. Hi havia treballadors assalariats, però amb un alt poder de negociació en la mesura que sempre podien tenir com a opció "anar-se'n a l'oest".

## La crítica de Schumpeter a la teoria de Marx
L'economista Joseph Schumpeter no estava d'acord amb l'explicació marxista de l'origen del capital, perquè Schumpeter no creia en l'explotació. En teoria econòmica liberal, el mercat retorna a cada persona el valor exacte que hi ha afegit. Els capitalistes són només persones molt adeptes d'estalviar i les contribucions dels quals són especialment magnífiques i no extreuen res de les persones ni del medi ambient. Els liberals creuen que el capitalisme no té defectes ni contradiccions internes, només les amenaces externes. Per als liberals, la idea de la necessitat d'una acumulació primitiva violenta al capital és especialment incendiàia. Schumpeter va escriure en aquest sentit:
| « | El problema de l'acumulació original es va presentar primer a aquells autors, principalment a Marx i als marxistes, que tenien interès en una teoria de l'explotació i, per tant, havien de fer front a la qüestió de com els explotadors aconseguien el control d'un estoc inicial de capital amb la qual explotar: una pregunta que aquesta teoria per si mateixa és incapaç de respondre i que, òbviament, es pot respondre de manera altament inconscient a la idea d'explotació | » |

Schumpeter va argumentar que l'imperialisme no era un inici necessari per al capitalisme ni tampoc que era necessari poc reforçar el capitalisme, ja que l'imperialisme va existir abans del capitalisme. Schumpeter va creure que, fos quina fos la prova empírica, el comerç mundial capitalista només podria en principi expandir-se pacíficament. L'imperialisme, va afirmar Schumpeter, no té res a veure amb la naturalesa intrínseca del capitalisme ni amb l'expansió del mercat capitalista. La distinció entre Schumpeter i Marx és subtil. Marx va afirmar que el capitalisme requereix la violència i l'imperialisme, primer, per obtenir pel capitalisme un botí inicial i desposseir la població per induir-la a entrar en relacions capitalistes com a treballadors i, després, per a superar les contradiccions fatals que generen les relacions capitalistes amb el pas del temps. El parer de Schumpeter era que l'imperialisme és un impuls atàvic perseguit per un estat, independent dels interessos de la classe dirigent en l'àmbit econòmic.
| «                                                           | L’imperialisme modern és un dels hereus de l'estat monàrquic absolut. La "lògica interior" del capitalisme no hauria evolucionat mai en aquest sentit. Les seves fonts provenen de la política dels prínceps i dels costums d’un entorn precapitalista. Però fins i tot el monopoli d’exportació no és imperialisme i mai no s'hauria desenvolupat cap a l’imperialisme de la mà de la burgesia pacífica. Això va succeir només perquè la màquina de guerra, el seu ambient social i la voluntat marcial van ser heretades i perquè una classe orientada marcialment (és a dir, la noblesa) es va mantenir en una posició dominant amb la qual tots els diversos interessos com a productors d'armament de la burgesia podrien aliar-se. Aquesta aliança mantingué vius els instints de lluita i les idees de dominació. Això va conduir a relacions socials que, potser, en última instància, s'expliquen només per relacions de producció, però no només per les relacions productives del capitalisme. | » |
| — Joseph A. Schumpeter. The Sociology of Imperialism (1918) | |   |